# Nazaj v prihodnost 2
Nazaj v prihodnost 2 (izvirno angleško Back to the Future Part Two)  je ameriška znanstveno-fantastična avanturistična komedija. Režiral ga je Robert Zemeckis, scenarij je skupaj z njim napisal Bob Gale. Gre za nadaljevanje filma Nazaj v prihodnost iz leta 1985 in drugi film v trilogiji Nazaj v prihodnost. Glavni igralci v filmu so Michael J. Fox, Christopher Lloyd, Thomas F. Wilson in Lea Thompson. Zgodba se začne tam, kjer se je končala zgodba predhodnika. Potem ko sta Marty McFly (Fox) in njegov prijatelj dr. Emmett Doc Brown (Lloyd) popravila škodo v preteklosti, tokrat odpotujeta v leto 2015, da bi preprečila, da bi se Martyjev bodoči sin znašel v zaporu. Vendar njunemu staremu sovražniku Biffu Tannenu (Wilson) uspe ukrasti DeLoreana, s katerim odpotuje v leto 1955 in spremeni zgodovino tako, da je v mladih letih bogat.
Proračun za film je znašal 40 milijonov dolarjev in je bil posnet hkrati s svojim nadaljevanjem, Nazaj v prihodnost 3. Po dveh letih pisanja scenarijev in priprave scen so začeli snemati februarja 1989. Dva igralca iz prvega filma, Crispin Glover in Claudia Wells, se nista pridružila ekipi za snemanje drugih dveh filmov, zato so morali najti zamenjavi. Lik Jennifer je tako v nadaljevanjih odigrala Elisabeth Shue, lik Georgea McFlyja pa so posneli z novim igralcem, ki pa je bil bolj ko ne v ozadju, saj so zminimalizirali pomen lika. Glover je uspešno tožil Zemeckisa in Galea zaradi načina prikritja njegove zamenjave brez njegovega dovoljenja. Nazaj v prihodnost 2 je bil tudi prelomni projekt za studio za posebne učinke Industrial Light & Magic (ILM). Uporabljali so poseben sistem za nadzor gibanja VistaGlide, ki je igralcu omogočil, da je odigral več vlog naenkrat brez ponovnega snemanja.
Film Nazaj v prihodnost 2 je izšel pri Universal Pictures 22. novembra 1989. Prejel je mešane kritike, zaslužil pa več kot 331 milijonov ameriških dolarjev po vsem svetu, zaradi česar je postal tretji najbolj donosen film leta 1989. Kritike filma so se s časom izboljševale, saj so zgodbo, režijo, kinematografijo, glasbo in napoved prihodnosti pozneje izpostavljali kot pohvalne. Nekateri kritiki so ga označili za enega najboljših Zemeckisovih filmov in kot eno najboljših nadaljevanj vseh časov.

## Zgodba
26. oktobra 1985 se dr. Emmett ''Doc'' Brown v svojem časovnem stroju pojavi pred Martyjem McFlyjem in njegovim dekletom Jennifer Parker ter ju prepriča, da se z njim vrneta v prihodnost, da bi pomagala svojim bodočim otrokom. Vse skupaj vidi in sliši Biff Tannen. Znajdejo se v 21. oktobru 2015, kjer Doc poskrbi, da Jennifer zaspi, saj meni, da ne sme imeti preveč znanja o prihodnosti. Martyju pokaže njegovega bodočega sina, Martyja mlajšega, ki ga morata prepričati, da zavrne ponudbo za sodelovanje pri ropanju z Biffovim vnukom Griffom, s tem pa prepreči, da se znajde v zaporu.
Marty se zamenja s sinom in zavrne Griffovo ponudbo, vendar ga Griff izzove na dvoboj. Policija aretira Griffa in njegovo tolpo, s čimer je prihodnost za Martyjevega sina rešena. Preden se z Docom vrne v preteklost, Marty kupi almanah, ki vsebuje rezultate vse večjih športnih dogodkov med letoma 1950 in 2000. Doc to vidi in opozori Martyja, naj ne skuša zaslužiti s potovanjem skozi čas. Prekine ju policija, ki je našla Jennifer in jo odpeljala na njen dom leta 2015. Doc in Marty jim sledita. Njun pogovor o vrednosti almanaha je slišal Biff, ki pobere almanah.
Jennifer se zbudi v svojem domu leta 2015 in se skriva pred družino McFly. Izve, da njeno življenje v prihodnosti z Martyjem ni to, kar je pričakovala, saj je bil vpleten v avtomobilsko nesrečo. Priča je dogodku, ko se Marty pusti prepričati sodelavcu Douglasu J. Needlesu v nečedne posle, kar vodi k njegovi izgubi službe. Jennifer skuša zbežati iz hiše, ob tem pa naleti na sebe v letu 2015, zaradi česar obe padeta v nezavest. Medtem ko jo Marty in Doc rešujeta, Biff ukrade časovni stroj in se vrne v leto 1955, kjer da almanah mlajšemu sebi, da bi obogatel in s tem spremenil prihodnost. Nato se vrne v leto 2015. Marty, Doc in nezavestna Jennifer se vrnejo v leto 1985 ne da bi vedeli, kaj je medtem naredil Biff.
Ko prispejo nazaj v leto 1985, vidijo, da se je življenje kaotično spremenilo. Hill Valley je v kaosu, Biff je bogat in pokvarjen. Martyjev oče George je bil umorjen leta 1973 in Biff je takrat prisilil Martyjevo mamo Lorraine, da se je poročila z njim. Marty in Doc ugotovita, da jima je Biff ukradel časovni stroj in spremenil leto 1985. Marty tega leta od Biffa izve, da je dobil almanah 12. novembra 1955. Biff ga skuša ubiti, vendar Marty pobegne in se vrne z Docom v leto 1955.
Marty sledi Biffu leta 1955 in vidi, kako je dobil almanah od samega sebe iz leta 2015. Marty ga nato zasleduje na ples v srednji šoli, pri čemer pazi, da ne bi prekinil dogajanja iz svojega prvega obiska. Marty in Biff en drugemu jemljeta almanah, vendar na koncu Marty in Doc zmagata, Biff pa se med zasledovanjem zaleti v gnojnico. Marty zažge almanah, s čimer zavrže Biffove spremembe, medtem ko ga Doc čaka v časovnem stroju. Preden se mu Marty uspe pridružiti, stroj zadane strela in izgine. Kurir Martyju prinese pismo, ki mu ga je napisal Doc in mu pojasnil, da se je vrnil v leto 1885. Marty odide v mesto, kjer najde Doca iz leta 1955, ki je pravkar pomagal Martyju iz prvega filma, da se vrne v leto 1985.

## Igralska zasedba
- Michael J. Fox kot Marty McFly, Marty McFly mlajši in Marlene McFly
- Christopher Lloyd kot dr. Emmett ''Doc'' Brown
- Thomas F. Wilson kot Biff Tannen in Griff Tannen
- Lea Thompson kot Lorraine Baines-McFly
- Elisabeth Shue kot Jennifer Parker
- James Tolkan kot gospod Strickland
- Jeffrey Weissman kot George McFly
  - Crispin Glover kot George McFly (arhivski posnetki)
- Harry Waters mlajši kot Marvin Berry
- Joe Flaherty kot Western Union Man
- Charles Fleischer kot Terry
- Flea kot Douglas J. Needles

Elijah Wood, ki je bil v času snemanja star 8 let, se je v tem filmu prvič pojavil na velikem platnu kot eden izmed otrok, ki opazujejo Martyja, kako igra arkadno igro Wild Gunman leta 2015.

## Razvoj
Režiser Robert Zemeckis je dejal, da prvotno niso načrtovali nadaljevanja prvega filma, vendar jih je velik uspeh spodbudil k ustvarjanju drugega dela. Delo na nadaljevanju je pogojeval z vrnitvijo Michael J. Foxa in Christopherja Lloyda. Ko sta glavna igralca potrdila, da bosta sodelovala, se je Zemeckis srečal z Galeom in z njim ustvaril zgodbo za nadaljevanje. Žal jima je bilo, da se je prvi del končal tako, da se je Martyju in Docu v avtu pridružila tudi Jennifer, saj je to zahtevalo nadaljevanje zgodbe prvega dela in ne popolnoma nove zgodbe.
Gale je večino prvega osnutka napisal sam, saj je bil Zemeckis zaposlen s snemanjem filma Who Framed Roger Rabbit. Po prvotni različici naj bi se drugi del odvijal leta 1967, vendar se Zemeckis ni strinjal s tem, saj bi bili s tem tudi dogodki iz leta 1955 prikazani v drugačni luči. Medtem ko se je večina igralcev iz prvega filma strinjala z vrnitvijo, se je zataknilo pri dogovoru o plačilu Crispina Gloverja, ki je v prvem delu igral Georgea McFlyja. Ker niso našli skupne rešitve, so sodelovanje z njim odpovedali, v končni različici filma pa je bil George v alternativnem letu 1985 mrtev in se tako ni pojavil.
Največji izziv je predstavljalo oblikovanje futuristične vizije Martyjevega domačega mesta leta 2015. Oblikovalec Rick Carter se je trudil ustvariti zelo podrobno sliko z drugačnim tonom kot v filmu Iztrebljevalec. Skupaj s sodelavci je mesece načrtoval transformacijo Hill Valleya za 30 let v prihodnost. Med drugim so si zamislili leteče rolke.
Med pisanjem scenarija za drugi del je Gale želel uporabiti ideje iz prvega dela in z njimi poskrbeti za duhovit učinek. Zemeckis je pozneje izjavil, da je bil nekoliko zaskrbljen zaradi prikazovanja prihodnosti, saj se je bal, da bi podali napačne napovedi razvoja. Gale je skušal prihodnost prikazati kot prijeten kraj, kjer »je kaj narobe zato, ker nekdo živi v nasprotju s tehnologijo,« kar je v nasprotju s pesimistično prihodnostjo, kot jo je videl George Orwell in ki je vidna v večini znanstveno-fantastičnih filmov. Zaradi želje po ohranjanju nizkih stroškov produkcije in izkoriščanju časa, ki ga je imel Fox po zaključku snemanja serije Family Ties, so drugi del snemali hkrati s tretjim.

## Produkcija
Trajalo je dve leti, da so končali priprave, vključno s pisanjem scenarija, da so lahko začeli s snemanjem. Med njim je bilo ustvarjanje starejšega videza nastopajočih oseb dobro varovana skrivnost, uporabljali pa so najsodobnejše tehnike ličenja. Michael J. Fox je postopek opisal kot zelo zamuden in dejal, da je trajal več kot štiri ure, čeprav bi lahko bilo še slabše. S snemanjem so pričeli 20. februarja 1989. Po treh tednih, ko so se bližali zaključku filma, se je ekipa razdelila na dva dela. Večina je pričela z delom na tretjem delu, nekaj, vključno s scenaristom in producentom Galeom, pa se je osredotočila na dokončanje drugega dela. Režiser Zemeckis je spal le nekaj ur na dan, saj je moral nadzirati oba filma, ob tem pa je bil razpet med Burbankom, kjer je potekala glavnina dogajanja, in drugimi lokacijami v Kaliforniji, kjer so snemali prizore tretjega dela.
Film je veljal za enega najbolj inovativnih projektov podjetja Industrial Light & Magic. Bil je eden njihovih prvih poskusov uporabe digitalne kompozicije in sistema za nadzor gibanja VistaGlide, ki je omogočil snemanje enega zahtevnejših prizorov, v katerem je Fox igral tri ločene like (starejšega in mlajšega Martyja ter Marlene) naenkrat. Takšni prizori sicer niso bili popolnoma novi, vendar je VistaGlide prvič omogočil popolnoma dinamično sceno, v katero je bilo mogoče vključiti gibanje kamere. Tehniko so uporabili tudi v prizorih, v katerih so se liki Thomasa F. Wilsona, Christopherja Lloyda in Elisabeth Shue srečevali med seboj. Ta tehnika je bila potrebna tudi za kratek prizor z računalniško ustvarjenimi posnetki holograma morskega psa za promocijo izmišljenega filma Žrelo 19.
Nadzornik animacije Wes Takahashi, ki je bil potem tudi vodja oddelka za animacijo pri podjetju ILM, je veliko delal na filmskih sekvencah potovanja skozi čas (tudi v prvem in tretjem delu). Ko se je film približeval izidu, so imeli na voljo že dovolj posnetkov tretjega dela, da so lahko sestavili napovednik zanj in ga dodali na koncu drugega dela pred odjavno špico, s čimer so spodbudili gledalce k spremljanju dogajanja.

### Zamenjava Crispina Gloverja
Crispin Glover je bil povabljen, da ponovno odigra vlogo Georgea McFlyja. Ob tem je izrazil zanimanje, vendar se z ustvarjalci ni mogel dogovoriti glede višine plačila. V intervjuju v oddaji The Howard Stern Show leta 1992 je dejal, da je bila najvišja ponudba ustvarjalcev 125000 dolarjev, kar je znašalo manj od polovice plačila drugih igralcev, ki so igrali tudi v prvem delu. Gale je trdil, da so bile Gloverjeve zahteve previsoke za igralca njegovega tipa v tistem času. V intervjuju v oddaji Opie and Anthony Show leta 2013 je Glover izjavil, da je bil njegov glavni razlog za nesodelovanje v drugem delu filozofsko nesoglasje glede sporočila filma. Sam je imel namreč občutek, da je zgodba glavni lik nagradila z materialnimi koristmi, na primer tovornjakom, namesto z ljubeznijo.
Namesto da bi iz George McFlyja črtal iz filma, je Zemeckis raje uporabil predhodne posnetke Gloverja in nove posnetke igralca Jeffreyja Weissmana, ki je nosil protetične pripomočke, vključno z lažno brado, nosom in ličnicami, da bi bil čim bolj podoben Gloverju. Uporabili so različne tehnike, da so zabrisali posnetke Weissmana. Med drugim so ga postavili v ozadje, nosil je tudi sončna očala. Glover je vložil tožbo proti ustvarjalcem, ker so uporabili njegovo podobo brez njegovega dovoljenja. Zaradi tega primera so v kolektivne pogodbe Združenja igralcev (Screen Actors Guild) dodali določbe, ki prepovedujejo uporabo takšnih metod za reproduciranje podobnih drugih akterjev. Gloverjeva tožba je bila rešena izvensodno, veljala pa je za ključni primer reševanja področja varovanja osebnih pravic igralcev ob vse večji uporabi posebnih učinkov, ko se je igralec morda strinjal, da bo nastopil v enem delu franšize, nato pa se je njihova podoba uporabila še v nadaljevanjih brez njihovega soglasja.

### Zamenjava Claudie Wells
Claudia Wells, ki je igrala Jennifer Parker, dekle Martyja McFlyja v prvem delu, je bila povabljena, da ponovno odigra svojo vlogo, vendar jo je zavrnila zaradi osebnih razlogov. Ustvarjalci filma so nato izbrali Elisabeth Sue, ki je morala posneti tudi končne prizore prvega dela, ki so hkrati predstavljali začetek drugega. Ponovljen posnetek je zelo podoben izvirniku, vendar obstajajo manjše razlike, na primer Doc precej okleva, preden Martyju zagotovi, da je njegova prihodnost dobra, česar v prvem delu ni storil. Marty v drugem delu nosi uro, ki je v prvem ni imel.
Wellsova se je vrnila v Hollywood leta 1996 z glavno vlogo v filmu Still Waters Burn. Je ena redkih članov igralske zasedbe franšize Nazaj v prihodnost, ki se ni pojavila v bonus posnetkih, ki so bili dodani DVD izdaji trilogije leta 2002. Ob 25-letnici izida prvega filma leta 2010 je bil tudi z njo opravljen intervju za dokumentarec Tales from the Future, ki je bil dodan jubilejni izdaji trilogije. Leta 2011 je posodila svoj glas Jennifer Parker za videoigro Back to the Future: The Game, ki jo je izdalo podjetje Telltale Games.

### Leteče rolke
Zemeckis je na filmski prireditvi povedal, da so bile leteče rolke (imenovane hoverboardi), ki so jih uporabili v filmu, resnične, vendar niso bile na voljo javnosti zaradi pritožb staršev glede varnosti. Snemanje z letečimi rolkami je bilo predstavljeno tudi v dodatkih k trilogiji na DVD-ju. Veliko ljudi je verjelo, da je Zemeckis govoril resnico in zahtevalo rolke v trgovinah z igračami. V enem izmed nastopov je Thomas F. Wilson povedal, da je bilo vprašanje, ki se je nanašalo na resničnost letečih rolk, eno najpogostejših, ki so mu jih zastavljali.

## Videnje prihodnosti
Po Zemeckisovem mnenju film ni bil namenjen natančnemu prikazu prihodnosti v letu 2015. Dejal je, da je bilo zanj snemanje delov, ki se dogajajo v prihodnosti, najmanj prijetno v celotni trilogiji, saj res nikoli ni maral filmov, ki skušajo napovedati prihodnost. Edini deli, pri katerih je užival, so bili tisti, ki jih je ustvaril Stanley Kubrick, čeprav je napovedal obstoj osebnih računalnikov z izdelavo modela Clockwork Orange. Njihov namen ni bil narediti znanstveno zanesljivo napoved prihodnosti, saj so verjeli, da so se zmotili, ampak so želeli, da bi bilo vse skupaj smešno. Kljub temu so ustvarjalci filma naredili nekaj raziskav o mnenjih znanstvenikov, kaj bi se lahko pojavilo leta 2015. Bob Gale je dejal, da so vedeli, da tega leta še ne bo letečih avtomobilov, vendar so jih kljub temu želeli imeti v filmu.
Vendar pa so v filmu pravilno napovedali številne tehnološke in sociološke spremembe, ki so se zgodile do leta 2015, med drugim pojav vseprisotnih kamer, uporabo brezpilotnih letal za zbiranje novic, širokozaslonske televizijske sprejemnike z ravnim zaslonom, nameščene na stene z večkanalnim gledanjem, sisteme za video klepet, prostoročne video igre, govoreče panoje s hologrami, prenosno tehnologijo, tablične računalnike s skenerji prstnih odtisov in na glavo nameščene zaslone. Prikazano je tudi plačilo preko osebnih prenosnih naprav. Čeprav se plačevanje s prstnim odtisom ne uporablja tako široko, pa se njihovo skeniranje uporablja v varnostne namene na mestih, kot so letališča in šole, Apple Pay pa uporablja skeniranje prstnih odtisov kot zaščitno funkcijo pri elektronskem plačevanju. Obstajajo že tudi avtomobili in druga vozila, katerih gorivo se pridobiva iz živilskih odpadkov, vendar ne preko fuzijskega reaktorja, kakor so prikazali v filmu. V prvem desetletju 21. stoletja so filmi v 3D tehnologiji res postali priljubljeni, vendar pa prekrivani polarizirani posnetki ostajajo standardni format (kot že od petdesetih let 20. stoletja, s tem, da se jih sedaj digitalizira), holografije pa se še ne uporablja v večini filmov.
Druge stvari iz prikaza prihodnosti se do leta 2015 niso uresničile, vendar pa so se pojavljali poskusi njihove uresničitve.
Film prikazuje Martyja, ki si nadene čevlje Air Mag firme Nike z avtomatskimi vezalkami. Nike je julija 2008 predstavil različico svojih čevljev Hyperdunk Supreme, ki so podobni Martyjevim. Oboževalci so jih poimenovali Air McFly. Aprila 2009 so vložili patent za samozavezujoče čevlje, katerih dizajn je podoben tistim, ki jih je v filmu nosil Marty. Leta 2010 je oboževalec Blake Bevin izdelal čevlje, ki se zavežejo sami. Nike je izdal zelo omejeno količino čevljev Air Mag v istem slogu kot v filmu, vendar so septembra 2011 navedli, da njihova linija čevljev MAG ne bo imela funkcije samozavezovanja. Oblikovalec čevljev Tinker Hatfield je leta 2014 objavil, da bodo naslednje leto predstavili čevlje s tehnologijo samozavezovanja. Marca 2016 je Nike predstavil model čevljev HyperAdapt 1.0, ki je predstavljal potrošniški model Air Magov in je imel enako tehnologijo samozavezovanja kot spominski Air Magi. V omejenih količinah so jih v prodajo sprostili konec leta 2016.
Koncept leteče rolke so od izdaje filma naprej raziskovale različne skupine. Izvedenih je bilo več poskusov z bordi, ki pihajo zrak v tla. Leta 2015 je rekordna razdalja znašala 275 metrov. Drugačen tip pa predstavlja model MagBoard, ki so ga razvili raziskovalci s pariške univerze Diderot. Ta uporablja veliko ploščo superprevodnika na dnu, ki je ohlajena s tekočim dušikom, da doseže Meissnerjev učinek in omogoči lebdenje čez poseben tir. V praktični predstavitvi se je izkazalo, da lahko prenese težo človeka. Problem predstavlja dejstvo, da se superprevodnik poganja pri višjih temperaturah od zunanjih, zato ni praktičen. Marca 2014 je podjetje HUVr Tech prikazalo domnevno delujočo letečo rolko. Na predstavitvi je sodelovalo več zvezdnikov, med njimi tudi Lloyd, vendar pa se je to kmalu izkazalo za potegavščino, ki jo je pripravilo spletno mesto Funny or Die. Samouravnotežujoče leteče rolke so postale priljubljene leta 2015, vendar te ne lebdijo nad tlemi.
V sceni iz leta 2015 je prikazano, da je bejzbolska ekipa Chicago Cubs osvojila naslov prvaka svetovne serije proti izmišljeni ekipi Miami Gators, kar se nanaša na dolgoletno obdobje kluba, ko se je trudil osvojiti prvenstvo. V dejanski sezoni 2015 so se Cubsi uvrstili v prvo končnico po letu 2008, vendar so 21. oktobra 2015 izgubili tekmo za naslov državnega prvaka proti ekipi New York Mets, kar je bilo po naključju prav na dan, ko je v filmu v leto 2015 prispel Marty McFly. Kljub temu pa so Cubsi osvojili svetovno serijo leta 2016 proti ekipi Cleveland Indians. Na uradnem Twitter profilu franšize Nazaj v prihodnost so zapisali, da so potovanja Martyja in Doca skozi čas povzročila zlom prostorsko-časovnega kontinuuma, kar je privedlo do stavke leta 1994 (in kasnejše odpovedi svetovne serije za to leto), zaradi česar se je natančna napoved zavlekla za eno leto. V resnični svetovni seriji leta 2015 je ekipa Kansas City Royals v finalu premagala New York Mets in osvojila prvi naslov po letu 1985, torej letu, iz katerega sta v filmu potovala Marty in Doc. Ob izidu filma na Floridi še ni bilo profesionalnega bejzbolskega moštva, od takrat do danes pa sta bili ustanovljeni dve: leta 1993 je nastala ekipa Florida Marlins (sedaj Miami Marlins), leta 1998 pa še Tampa Bay Devil Rays (zdaj Tampa Bay Rays). Leta 2015 se nobena od teh ekip ni uvrstila v končnico.
Družba Ford Motor Company je zagotovila več vozil za film zaradi dejanskih vozil iz osemdesetih let, ki so bila videti futuristična, glavna sta bila aerodinamična modela Ford Thunderbird in Taurus, čeprav se nobeno od teh vozil ni pojavilo v filmu. Med modeli vozil, ki jih je Ford izdelal v futurističnem slogu, so bili Tempo, Probe in Fox-body Mustang. Dejanska vozila iz leta 2015 niso bila tako radikalno oblikovana in niso letela, prav tako pa pozneje ni narasla priljubljenost športnih terencev, ki bi bili v 80-ih letih prejšnjega stoletja popularni, kar je trajalo do sredine 90-ih let.
Logotipi korporacije AT&T (ki jih je odkupila skupina RBOC SBC Corporation in leta 2005 postala sedanji AT&T), Pepsi, Pizza Hut in The Weather Channel so bili vsi do leta 2015 preoblikovani in so bili drugačni kot v filmu. Medtem je Texaco še naprej uporabljal svoj vintažni logotip iz 80-ih let prejšnjega stoletja, kakršen se je pojavil v filmu, čeprav je postal hčerinsko podjetje skupine Chevron Corporation. V filmu je bila predstavljena tudi prodajna hiša Pontiac - potem, ko je blagovna znamka v 80-ih letih doživela ponovni vzpon popularnosti, je General Motors leta 2010 zaradi bankrota to blagovno znamko ustavil.

## Izid in sprejem

### Zaslužek
Film je bil premierno predvajan v kinodvoranah po ZDA v sredo, 22. novembra 1989, dan pred zahvalnim dnevom. Med petkom in nedeljo je skupno prinesel 27,8 milijona dolarjev zaslužka, v prvih petih dneh pa 43 milijonov dolarjev, s čimer je podrl prejšnji rekord na zahvalni dan, ki ga je leta 1985 postavil film Rocky IV. Naslednji konec tedna je zaslužek padel za 56 % na 12,1 milijona dolarjev, vendar je še vedno ostal na prvem mestu. V ZDA so ustvarjalci z njim zaslužili 118,5 milijona dolarjev, v tujini pa 213 milijonov dolarjev, kar je skupno znašalo 331 milijonov dolarjev po vsem svetu. To ga je uvrstilo na 6. mesto v ZDA leta 1989 in na tretje na vsem svetu – za filmoma Indiana Jones in zadnji križarski pohod ter Batman. Kljub temu to ni doseglo uspeha prvega filma. Tudi tretji del, ki ga je studio Universal izdal 6 mesecev pozneje, je doživel podoben padec.

### Kritike
Na strani Rotten Tomatoes ima film oceno 66 % na podlagi 61-ih mnenj s povprečno oceno 6,17 od 10. Kritiki na strani so soglasni, da Nazaj v prihodnost 2 ne dosega kakovosti svojega predhodnika, vendar nekateri elementi odtehtajo občasno neurejene mahinacije prenatrpanih zapletov. Na strani Metacritic ima film povprečno oceno 57 od 100 na podlagi 17-ih mnenj, ki so podala mešane ali povprečne ocene. Občinstvo, ki ga je anketiral CinemaScore, je filmu dalo povprečno oceno A- na lestvici od A+ do F.
Roger Ebert iz časopisa Chicago Sun Times je filmu dal tri od štirih zvezd. Očital mu je, da nima pristne moči originala, pohvalil pa ga je zaradi humorja in letečih rolk. Janet Maslin iz časopisa New York Times je zapisala, da je film pripravljen na večje in boljše stvari. Pozneje je dejala, da mu uspe biti vrtoglavo in veselo osupljiv, ne pa zmeden. Tom Tunney iz revije Empire je zapisal, da je film dobro režiran, ''trdno zabaven'' in mu pripisal ''visokoenergijski eskapizem,'' čeprav je ob enem ugotavljal, da je slabši od preostalih dveh filmov v franšizi.
Jonathan Rosenbaum iz časopisa Chicago Reader je filmu dal negativno oceno in kritiziral Zemeckisa ter Galea, ker sta lika popačila in ustvarila ''frenetično akcijo, ki je strogo formulirana.'' Očital mu je tudi ''divjo mizoginijo,'' ker je bil lik Jennifer Parker že zgodaj nezavesten, da ne bi posegal v igre majhnih dečkov. Prepričal ga ni niti Michael J. Fox. V reviji Variety je pisalo, da je po njihovem mnenju ''fascinacija režiserja Roberta Zemeckisa nad interakcijo likov v različnih starostnih obdobjih filmu vizualno škodila in je kredibilnost presegla prelomno točko, zato ga je to prisililo, da se je zanesel na nekaj zelo sirastih modelov ličil.''
Leta 2018 je Bob Gale, ki je soustvaril film z Robertom Zemeckisom, dejal, da je film prejel mešan sprejem zaradi mračnega vidika zgodbe: Občinstvo je bilo nad tem popolnoma presenečeno, ker so šli iz leta 1985 tja, kamor občinstvo ni bilo pripravljeno iti. To je označil za eno od svojih najljubših stvari v celotni trilogije. Vse od prve izdaje je film postajal kulten. Nekateri kritiki menijo, da gre za eno najboljših nadaljevanj vseh časov.

### Nagrade in nominacije
Film je prejel naslednje nagrade: Saturn za najboljše posebne učinke (nagrajenec Ken Ralston, nadzornik za posebne učinke), BAFTA za najboljše posebne vizualne učinke (nagrajenci Ken Ralston, Michael Lantieri, John Bell in Steve Gawley), AOL Movies DVD Premiere 2003 (z glasovanjem preko spleta) za najboljšo trilogijo DVD-jev, Zlati zaslon, Young Artist Award in nagrade Blimp za najljubšega filmskega igralca (Michael J. Fox) in najljubšo filmsko igralko (Lea Thompson) leta 1990 na prireditvi Kids 'Choice. Leta 1990 so bili John Bell, Steve Gawley, Michael Lantieri in Ken Ralston nominirani za oskarja za najboljše vizualne učinke.

### Domači mediji
Film je bil izdan na kaseti VHS in LaserDisc 22. maja 1990, tri dni pred prvim predvajanjem tretjega dela v kinodvoranah. To naj bi predstavljalo prvo izdajo pod pasico MCA-Universal Home Video. Universal ga je reizdal na VHS, LaserDisc in kompaktnem disku v letih 1991, 1995 in 1998. 17. decembra 2002 ga je Universal izdal na DVD-ju v paketu trilogije, vendar so morali izdelek zaradi težav s prilagajanjem na široki zaslon odpoklicati. Trilogija je izšla na Blu-ray plošči oktobra 2010.
Universal je trilogijo skupaj z novostmi na DVD-jih in Blu-rayu znova izdal 20. oktobra 2015, dnevom pred datumom dogajanja v filmu Nazaj v prihodnost 2. Nov sklop je vseboval tudi film z naslovom Doc Brown reši svet, kjer Lloyd, ki se je ponovno predstavil v vlogi Doca, pojasnjuje razloge za razlike med prihodnostjo leta 2015, kot je bila prikazana v filmu, in v resničnosti. Izid nove reizdaje celotne trilogije Nazaj v prihodnost za Blu-ray in Ultra HD Blu-ray je bil napovedan za 20. oktober 2020.
Maja 2020 je trilogija postala na voljo za ogled na Netflixu. Pri tem so v drugem filmu gledalci opazili manjši dodatek z izmišljeno pornografsko revijo Oh La La!. Gale je glede tega povedal, da ne on ne Zemeckis nista opazila te spremembe in da verjame, da je se je prikradla iz cenzurirane različice filma. Kmalu zatem je Universal Netflixu priskrbel verzijo filma iz kinodvoran, ki je nadomestil cenzuriran del na tej platformi za pretakanje.

### V Sloveniji
Film je bil v Sloveniji predvajan pod naslovom Vrnitev v prihodnost II, premiera je bila 13. marca 1990 v ljubljanskem kinu Union. Zaradi razmaha piratskih videokaset film v kinu ni doživel večjega uspeha.

## Glasba
Album glasbe za ta film je bil izdan 22. novembra 1989 pri založbi MCA Records. Na AllMusic so ga ocenili s štirimi zvezdami in pol od možnih petih. V nasprotju z albumom glasbe za prvi film je ta vseboval le glasbo skladatelja Alana Silvestrija. Vključena ni bila nobena vokalna pesem, ki se je pojavila v filmu.

### Intradina izdaja
12. oktobra 2015 je založba Intrada Records izdala kompletno glasbo filma na 2 CD-jih, vključno s prvimi in alternativnimi posnetki.